# Sainte-Anne-sur-Gervonde
Sainte-Anne-sur-Gervonde – miejscowość i gmina we Francji, w regionie Owernia-Rodan-Alpy, w departamencie Isère.
Według danych na rok 1990 gminę zamieszkiwało 337 osób, a gęstość zaludnienia wynosiła 44 osób/km² (wśród 2880 gmin regionu Rodan-Alpy Sainte-Anne-sur-Gervonde plasuje się na 1293. miejscu pod względem liczby ludności, natomiast pod względem powierzchni na miejscu 1307.).